# Mithraculus coryphe
Mithraculus coryphe är en kräftdjursart som först beskrevs av J. F. W. Herbst 1801.  Mithraculus coryphe ingår i släktet Mithraculus och familjen Mithracidae. Inga underarter finns listade i Catalogue of Life.